# Vira (Ariège)
Vira é uma comuna francesa na região administrativa de Occitânia, no departamento de Ariège. Estende-se por uma área de 5,28 km². Em 2010 a comuna tinha 162 habitantes (densidade: 30,7 hab./km²).